# Обвойник
Обво́йник (лат. Perīploca) — род деревянистых растений семейства Кутровые (Apocynaceae).

## Ботаническое описание
Листопадные кустарники. Стебли вьющиеся. Листья супротивные, цельные, эллиптические, яйцевидные или яйцевидно-ланцетные.
Цветки пятичленные. Чашечка пятираздельная, доли широкояйцевидные, по краям плёнчатые. Венчик колесовидный, лопасти выемчатые, отклонённые или отогнутые. Лопастей коронки 5, остистые, скрыты в зеве, чередуются с лопастями венчика. Тычинок 5, нити свободные, пыльники на верхушке соединены, бородатые на спинке. Рыльце тупое, полушаровидное. Плод — цилиндрическая, вильчатая, гладкая листовка. Семена многочисленные, плоские, с хохолком.

## Виды
Род включает 17 видов:
- Periploca angustifolia Labill. (1791)
- Periploca aphylla Decne. (1843)
- Periploca calophylla (Wight) Falc. (1841)
- Periploca chevalieri Browicz (1966)
- Periploca chrysantha D.S.Yao, X.C.Chen & J.W.Ren (2002)
- Periploca floribunda Tsiang (1934)
- Periploca forrestii Schltr. (1913)
- Periploca gracilis Boiss. (1875)
- Periploca graeca L. (1753) typus — Обвойник греческий
- Periploca hydaspidis Falc. (1841)
- Periploca laevigata Aiton (1789)
- Periploca linearifolia Quart.-Dill. & A.Rich. (1840)
- Periploca purpurea Kerr (1938)
- Periploca sepium Bunge (1833) — Обвойник заборный
- Periploca somaliensis Browicz (1966)
- Periploca tsiangii D.Fang & H.Z.Ling (1994)
- Periploca visciformis (Vatke) K.Schum. (1895)